# 화순 운주사 원형 다층석탑
화순 운주사 원형 다층석탑(和順 雲住寺 圓形 多層石塔)은 전라남도 화순군 운주사에 있는, 고려 시대의 원형 다층석탑이다. 대한민국의 보물 제798호로 지정되었다.

## 개요
운주사에는 통일신라 후기의 승려 도선국사가 우리나라의 지형을 배로 보아배 한복판에 해당하는 호남 땅이 영남 땅보다 산이 적어 배가 한쪽으로 기울 것을 염려하여 1000개의 불상과 1000개의 탑을 하루낮 하루밤 사이에 도력으로 만들었다는 전설이 내려오고 있다. 현재 절에는 탑 18기, 불상 70구가 남아 있는데, 화순 운주사 석조불감(보물 제797호) 앞에 자리잡은 이 탑도 그 가운데 하나이다.
탑의 구성이나 전체적인 형태에서 일반적인 석탑의 형태와 다른, 특이한 모양의 석탑이다. 현재 남아 있는 것은 6층이지만, 원래는 더 있었던 것으로 보인다.
높이 4.7미터인 이 석탑은 지대석, 기단부부터 탑신부의 탑신과 옥개석에 이르기까지 모두 원형을 이루고 있다. 그러나 기단 중석만은 10각인데 이 10각도 원에 가까우므로 이 석탑의 명칭을 원형 다층석탑이라고 부른다. 이 석탑의 구성 석재는 원형의 지대석이 1석이고 기단중석이 5매석으로 이루어졌으며 기단갑석과 탑신부의 탑신 및 옥개석은 모두 1석씩으로 조성되었다. 구성은 원형의 지대석 위에 높직한 원형괴임을 모두 놓고 5매의 석재로 10각의 기단중석을 받았으며 그 위에 갑석을 놓았는데 갑석 하면과 측면에는 앙련(위를 향하는 연꽃 문양)을 얇게 조각하였다. 갑석 상면은 평평하게 별다른 시설 없이 탑신부를 받고 있다.
탑의 구성이나 전체적인 조형면에 있어 우리나라에서는 그 예가 드문 모습으로, 고려시대에 이르러 각 지방에서 나타난 특이한 양식이라 하겠다. 기단의 맨윗돌이 윗면이 편평하고 옆면이 둥근데 비해, 탑신의 지붕돌은 정반대로 아래가 편평하고 윗면이 둥글다. 이는 상하의 조화와 안정감을 꾀하려 한 의도로 추측된다.

## 같이 보기
- 운주사
- 화순 운주사 석조불감 - 보물 제797호

## 참고 자료
- 이 문서에는 다음커뮤니케이션(현 카카오)에서 GFDL 또는 CC-SA 라이선스로 배포한 글로벌 세계대백과사전의 내용을 기초로 작성된 글이 포함되어 있습니다.